# Bjerge
Bjerge er en landsby på Nordvestsjælland med 238 indbyggere  (2024). Bjerge er beliggende i Svallerup Sogn mellem Storebælt og Tissø to kilometer syd for Svallerup og 13 kilometer syd for Kalundborg. Byen tilhører Kalundborg Kommune og er beliggende Region Sjælland.